# موئکو ماتسوشیتا
موئکو ماتسوشیتا (انگلیسی: Moeko Matsushita؛ زادهٔ ۱۹ دسامبر ۱۹۸۲) یک موسیقی‌دان، و خواننده اهل ژاپن است.